# Inonotus hispidus

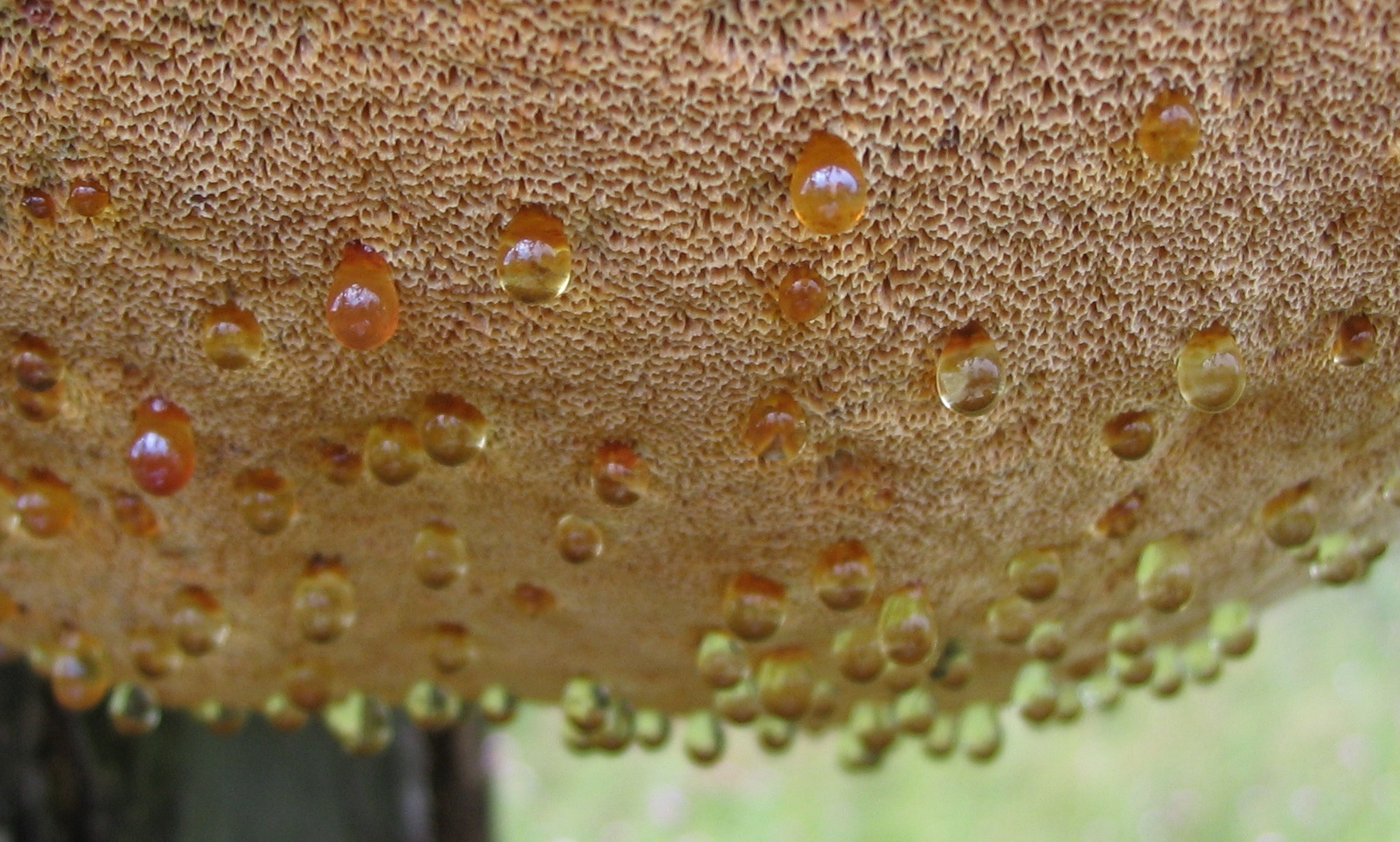
Pori in dettaglio

Inonotus hispidus (Bull.) P. Karst., Meddn Soc. Fauna Flora fenn. 5: 39 (1880).

## Descrizione della specie

### Corpo fruttifero
A forma di ventaglio, solo occasionalmente fuso con altri in gruppi sovrapposti; coperto fittamente di feltro-peloso o setoloso; colore ocra, o marrone vivace, o brunastro.

### Tubuli
Lunghi, di colore giallo-bruno.

### Pori
Rotondi o angolosi, giallo-fulvo o bruni.

### Carne
Spugnosa o fibrosa; gialla, poi ruggine; spesso intrisa di acqua al punto da fuoriuscire dai pori sottostanti; diventa fragile con l'essiccamento.

### Spore
7-9 x 6-7 µm, subglobose, color ruggine in massa.

## Habitat
Cresce solitamente su alberi da frutto (meli, noci, etc.), in estate, annuale, ma persiste sugli alberi per vari anni.

È agente di carie bianca del cilindro centrale degli alberi che attacca.

## Commestibilità
Commestibile da giovane, in età diventa immangiabile perché legnoso.

## Etimologia
Dal latino hispidus = ispido, irsuto, per l'aspetto villoso del suo cappello.

## Sinonimi e binomi obsoleti
- Boletus hirsutus Scop., Fl. carniol., Edn 2 (Vienna) 2: 468 (1772)
- Boletus hispidus Bull., Herbier de la France: pl. 210 (1784)
- Boletus spongiosus Lightf., Flora Scotica: 1033 (1777)
- Boletus velutinus Sowerby, Coloured figures of English Fungi or Mushrooms (London): tab. 70 (1797)
- Boletus villosus Huds., Memoir of the New York State Museum 2: 626 (1778)
- Hemidiscia hispida (Bull.) Lázaro Ibiza, Revta R. Acad. Cienc. exact. fis. nat. Madr. 14: 577 (1916)
- Inodermus hispidus (Bull.) Quél., Enchiridion Fungorum, in Europa Media Præsertim in Gallia Vigentium (Paris): 173 (1886)
- Inonotus hirsutus (Scop.) Murrill, Bull. Torrey bot. Club 31(11): 594 (1904)
- Phaeolus endocrocinus (Berk.) Pat., Essai Tax. Hyménomyc.: 86 (1900)
- Phaeoporus hispidus (Bull.) J. Schröt., Kryptogamenflora der Schweiz 3: 490 (1888) [1889]
- Polyporus endocrocinus Berk., J. Bot. 6: 320 (1847)
- Polyporus hispidus (Bull.) Fr., Observationes mycologicae (Kjøbenhavn) 2: 260 (1818)
- Polystictus hispidus (Bull.) Gillot & Lucand, Bull. soc. Hist. nat. Autun 3: 174 (1890)
- Xanthochrous hispidus (Bull.) Pat., Bull. trimest. Soc. mycol. Fr. 13: 199 (1897)